# Usher
Pour les articles homonymes, voir Usher (homonymie).
Usher, de son nom complet  Usher Raymond IV,, né le 14 octobre 1978 à Dallas, au Texas, est un chanteur de RnB, danseur, parolier et acteur américain.
Il devient populaire à la fin des années 1990, avec la sortie en 1997 de son deuxième album, My Way, qui lui permet, l'année suivante, d'obtenir la première place au Billboard Hot 100 avec le deuxième single tiré de cet album, Nice and Slow. Les singles U Remind Me et U Got It Bad, tirés de son troisième album 8701, atteignent également la première place au Billboard Hot 100 en 2001. Ces deux albums, vendus à plusieurs millions d'exemplaires à travers le monde, font d'Usher l'un des plus grands chanteurs de RnB des années 1990.
Le succès d'Usher continue à la fin de 2004 avec l'album Confessions, vendu à plus de dix millions d'exemplaires aux États-Unis, et écoulé à plus de vingt millions d'exemplaires à travers le monde, ce qui en fait un des albums les plus vendus. Grâce à cet album, il classe quatre titres au Billboard Hot 100 avec Yeah!, Burn, Confessions Part. II et My Boo.
À partir de 2008, il sort cinq nouveaux albums qui connaissent des succès bien plus mitigés, coïncidant avec le déclin du style RnB contemporain des années 90 et 2000.

## Biographie

### Jeunesse
Usher Raymond IV est né à Dallas, au Texas, fils de Jonetta Patton (née O'Neal) originaire du Tennessee et d'Usher Raymond III,. Usher passe la majeure partie de sa jeunesse à Chattanooga, dans le Tennessee : son père quitte la famille lorsque Usher n'est âgé que d'un an. Usher grandira aux côtés de sa mère, puis sa future belle-mère, son futur beau-père, et son demi-frère, James Lackey (né en 1984). Guidé par sa mère, Usher se joint à une chorale locale dans une église chrétienne de Chattanooga, à l'âge de neuf ans ; ici, sa grand-mère découvre son talent pour le chant. Dans l'espoir de tirer profit ailleurs de ce talent, la famille d'Usher emménage à Atlanta, en Géorgie, un environnement plus adapté pour démarrer une carrière professionnelle dans le chant. À Atlanta, Usher étudie à la North Springs High School. Le père d'Usher décède d'une crise cardiaque le 21 janvier 2008.

### Débuts etUsher(1987–1996)
À 11 ans, Usher se joint à un quintette local de RnB appelé NuBeginnings. Usher enregistre 10 chansons avec le groupe en 1991, et leur album, Nubeginning Featuring Usher Raymond IV, ne sera publié que dans la région ou par courrier. Cependant, Patton décide de l'emmener loin de ce groupe à cause, dit-elle, d'une « mauvaise expérience ». L'album est réédité puis publié à l'échelle nationale en avril 2002 par Hip-O Records. À 13 ans, Usher participe à l’émission télévisée Star Search, où il est découvert par un représentant du label LaFace Records, qui organisera une audition avec Usher aux côtés de L.A. Reid, le cofondateur de LaFace ; Reid signe Usher. Usher participe à la bande originale de Call Me a Mack, sur l'album du film Poetic Justice en 1993.
Le 30 août 1994, LaFace publie le premier album homonyme d'Usher. Sean « P Diddy » Combs produit de nombreuses chansons sur l'album. Usher atteint la vingt-cinquième place du Billboard Top R&B/Hip-Hop Albums et s'accompagne de trois singles : Can U Get wit It, Think of You, et The Many Ways. L'album se vend à plus de 500 000 exemplaires, en date de 2014. Après ses études, Usher s'entraine et prépare l'enregistrement de son deuxième album. Il participe également à la chanson Let's Straighten It Out avec Monica ; et à Dreamin', de l'album publié par LaFace Rhythm of the Games. Il participe également à I Swear I'm In Love extrait de la bande originale publiée en 1996 Kazaam.

### My Wayet8701(1997–2003)
Usher se lie d'amitié avec le producteur américain Jermaine Dupri, avec qui il co-écrit et produit de nombreuses chansons pour son deuxième album, My Way, publié le 16 septembre 1997. Le premier single de l'album, You Make Me Wanna..., atteint la première place au Royaume-Uni, et devient la première chanson d'Usher à atteindre ce statut ; grâce à ça, il se popularisera dans le pays. Il devient également sa première chanson certifiée disques d'or et de platine aux États-Unis. Le second single de l'album, Nice and Slow, atteint en janvier 1998 la première place du Billboard Hot 100, et donne à Usher son premier single numéro un dans le pays. Plus tard en février la même année, le single est certifié disque de platine par la Recording Industry Association of America ; My Way est certifié sextuple disque de platine aux États-Unis.
You Make Me Wanna remporte le prix du meilleur single vocal masculin de R&B/soul aux Soul Train Music Awards de 1999. À la fin de 1997, Usher participe à une série de tournées comme le No Way Out de Puffy, des dates avec Mary J. Blige, et à l'ouverture du Velvet Rope Tour de Janet Jackson. Le premier album live d'Usher, Live, est publié en 1999, avec la participation de Lil' Kim, Jagged Edge, Trey Lorenz, Shanice, Twista et Manuel Seal ; l'album est certifié disque d'or aux États-Unis. Usher fait ses débuts d'acteur dans la série télévisée diffusée sur UPN Moesha, puis obtient son premier grand rôle dans le film The Faculty,. Il joue en plus dans le film, Elle est trop bien et Light It Up,. Il participe également à un téléfilm de Disney intitulé Geppetto.
Le troisième album d'Usher, originellement intitulé All About U, est programmé pour le début de 2001. Le premier single, Pop Ya Collar, est publié fin 2000 et devient un hit au Royaume-Uni, mais ne fait pas l'unanimité aux États-Unis. L'album est alors repoussé puis réédité après que certaines chansons aient filtré à la radio et sur Internet. Une fois l'édition achevée, il est renommé 8701 et publié le 7 août 2001 (8.7.01 ; date de publication). Les deux premiers singles U Remind Me et U Got It Bad atteignent chacun le Billboard Hot 100 pendant quatre et six semaines, respectivement. 8701 est certifié quadruple disque de platine aux États-Unis.
Usher appait dans le film Texas Rangers. En février 2002, Usher remporte un Grammy dans la catégorie de « meilleure performance vocale masculine » pour U Remind Me. L'année suivante, il remporte la même récompense cette fois pour le titre U Don't Have to Call. En été 2002, Usher contribue aux parties vocales de la chanson de P. Diddy I Need a Girl, Part I. L'année se conclut avec une apparition dans les séries La Treizième Dimension, 7th Heaven, Moesha, et American Dreams,.

### ConfessionsetHere I Stand(2004–2009)

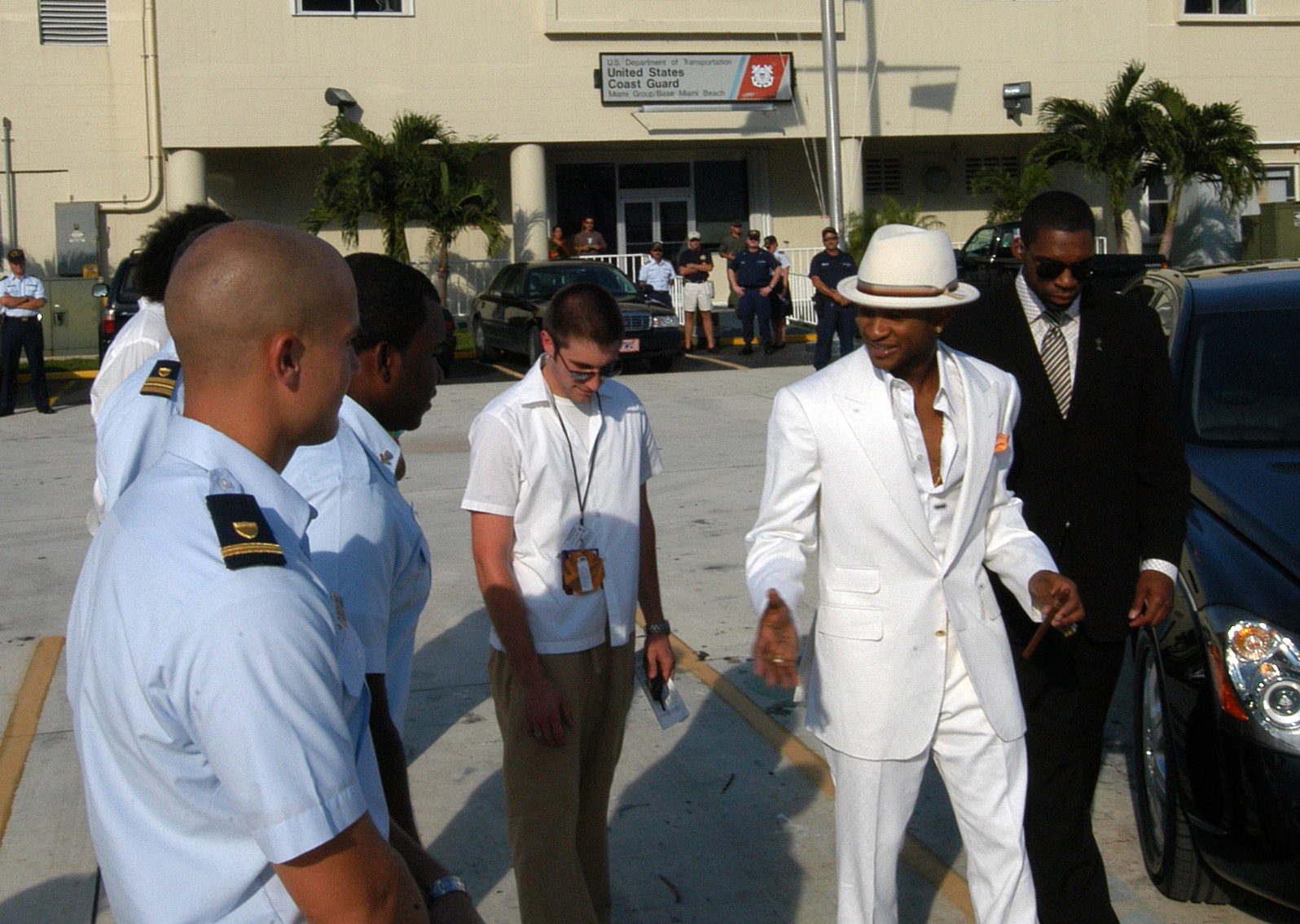
Usher à son arrivée à Miami, Floride, pour les MTV Video Music Awards de 2004.

Le quatrième album d'Usher, Confessions, est publié le 23 mars 2004 — comme pour son premier single Yeah!, il reste six semaines au Billboard Hot 100 et cinq semaines au Hot R&B/Hip-Hop Singles Chart. Les ventes de l'album se dénombrent à 1,1 million d'exemplaires. En date de 2014, l'album cumule plus de 20 millions de vente à travers le monde ; plus de 10 millions d'exemplaires s'écoulent aux États-Unis, et lui valent le statut de disque de diamant attribué par la Recording Industry Association of America,.
Les deuxième et troisième singles de l'album, Burn et Confessions Part II, atteignent également le Billboard Hot 100. Usher devient le premier artiste à atteindre le Billboard Hot 100 Airplay avec quatre singles classés à la première place. En septembre 2004, My Boo, un duo avec la chanteuse-interprète américaine Alicia Keys, atteint également la première place du Billboard Hot 100. En décembre, le dernier single de l'album, Caught Up  atteint la huitième place du Hot 100. Confessions remporte de nombreux prix, dont quatre American Music Awards, deux MTV Europe Music Awards, deux MTV Video Music Awards, et trois World Music Awards,,,. À la 47e édition des Grammy Awards en 2005, Usher remporte trois prix dans les catégories « performance RnB vocale en duo ou en groupe » pour le titre My Boo, aux côtés de Keys ; « collaboration rap/chant » pour le titre Yeah! ; et « album RnB contemporain » pour Confessions. Aux Billboard Music Awards de 2004, Usher est reconnu « artiste de l'année », avec dix accolades. Au printemps 2005, Usher atteint trois fois la première place du Hot 100 en tant que chanteur invité sur le titre de Lil Jon Lovers and Friends. En 2007, Usher collabore également avec R. Kelly sur le titre Same Girl, extrait de l'album de Kelly Double Up. Il participe également à un remix du titre Ice Box de Omarion. Usher apparaît également dans la chanson Shake Down de Mary J. Blige. En novembre 2005, Usher joue le rôle d'un disc jockey nommé Darrell dans le film, In the Mix. Le 22 août 2006, Usher joue le rôle de Billy Flynn dans une pièce de théâtre à Broadway intitulée Chicago.
Here I Stand est publié le 26 mai au Royaume-Uni et le 27 mai 2008 aux États-Unis. L'album atteint la première place du Billboard 200 et se vend à 433 000 exemplaires la première semaine. En date de 2014, Here I Stand dénombre plus de 1,5 million d'exemplaires écoulés aux États-Unis ; il est certifié disque de platine par la RIAA et se vend à plus de cinq millions d'exemplaires dans le monde. N'ayant pas atteint le succès escompté, l'album est malgré tout bien accueilli par la presse spécialisée, qui prônent la maturité des paroles. Pour la promotion de l'album, le single Love In This Club est diffusé à la radio en février 2008 et atteint la première place du Billboard Hot 100,. Il atteint la première place du Hot R&B/Hip-Hop Songs. Le single suivant Love in This Club Part II, avec la chanteuse Beyoncé Knowles et le rappeur Lil Wayne, atteint la 18e place du Billboard Hot 100 et la 7e du Hot R&B/Hip-Hop Songs. Son troisième single Moving Mountains atteint la 18e place des Hot R&B/Hip-Hop Songs. Le cinquième single de l'album Trading Places atteint la quatrième place des Hot R&B/Hip-Hop Songs. En septembre 2008, Usher annonce une tournée de 15 dates pour One Night Stand, avec un public uniquement féminin.

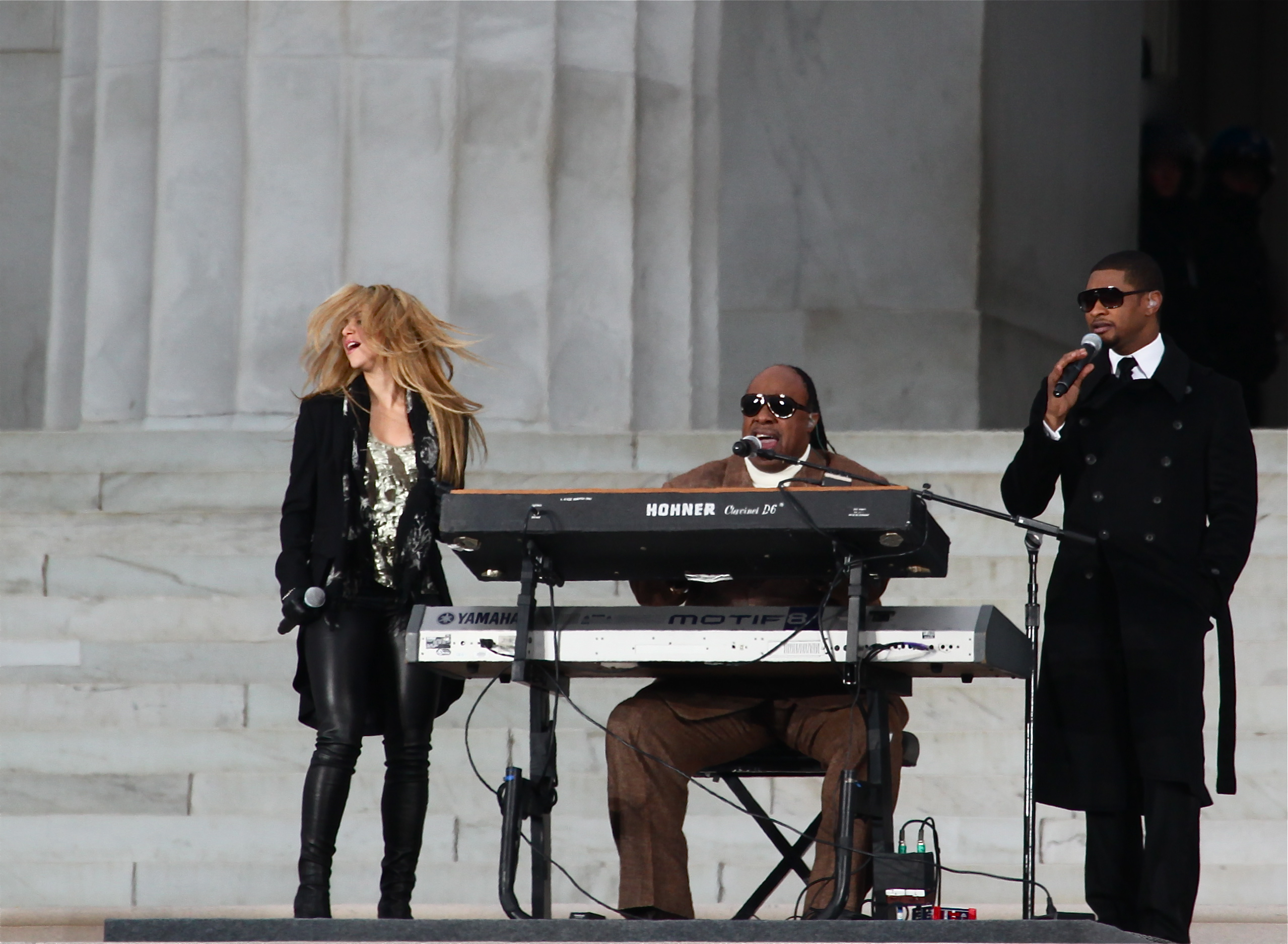
Usher jouant avec Stevie Wonder et Shakira aux We Are One: The Obama Inaugural Celebration at the Lincoln Memorial.

Le 18 avril 2009, Usher joue avec Stevie Wonder et Shakira au We Are One: The Obama Inaugural Celebration at the Lincoln Memorial. Il chante également Gone Too Soon en mémoire de Michael Jackson le 7 juillet 2009.

### Raymond v. RaymondetVersus(2010–2011)
Raymond v. Raymond est publié le 26 mars 2010 en Allemagne, le 30 mars 2010 aux États-Unis et le 26 avril 2010 au Royaume-Uni. Raymond v. Raymond est publié quelques mois après le divorce d'Usher avec Tameka Foster. Papers, une chanson consacrée à ce divorce, est le premier single de l'album publié en octobre 2009. Il atteint les Hot R&B/Hip-Hop Songs pendant deux semaines consécutives. Il atteint également la 31e place du Billboard Hot 100 aux États-Unis. La presse spécialisée prône cette chanson pour son émotion. Hey Daddy (Daddy's Home) est le second single publié le 8 décembre 2009. Le single atteint la 24e place au Billboard Hot 100 et la deuxième place des Hot R&B/Hip-Hop Songs. Lil Freak est annoncé comme le second single officiel de l'album aux États-Unis. Usher et Nicki Minaj tournée le clip vidéo de la chanson en 2010 à Los Angeles sous la direction de TAJ Stansberry. Il atteint la huitième place du Hot R&B/Hip-Hop Songs et la 40e du Billboard Hot 100.
OMG, en collaboration avec will.i.am, est le troisième single officiel aux États-Unis, et le premier à l'échelle internationale. La chanson There Goes My Baby est diffusée à la radio en tant que quatrième single officiel aux États-Unis le 15 juin 2010. La chanson atteint la 25e place du Billboard Hot 100, et la première place du Hot R&B/Hip-Hop Songs. Le 7 avril 2010, Raymond v. Raymond débute à la première place du Billboard 200 ; il devient le troisième album consécutif d'Usher à se placer à la première place et se vend à 329 107 exemplaires à sa première semaine. Un mois plus tard, il est certifié disque d'or par la RIAA. Le 17 juin 2010, l'album est certifié disque de platine par la RIAA Raymond v. Raymond domine également les classements internationaux. Il débute au top 10 au Canada, au Royaume-Uni, aux Pays-Bas, en Australie, en Allemagne, en Espagne et en Italie. Usher semble avoir fait, selon la presse spécialisée, un bon retour. L'album atteint la deuxième place en Australie et est certifié disque d'or par l'Australian Recording Industry Association (ARIA). L'album débute à la quatrième place au Canada et est certifié disque d'or par la Canadian Recording Industry Association (CRIA). Raymond v. Raymond débute à la seconde place des classements britanniques.

Usher au OMG Tour.

Usher annonce le 8 juillet 2010, un extended play suit et s'intitule Versus, une édition deluxe de Raymond v. Raymond publiée pour le 24 août 2010. Usher décrit Versus comme « le dernier chapitre de Raymond v. Raymond. » L'album se compose de neuf pistes, incluant sept nouvelles. Le premier single de l'album, DJ Got Us Fallin' In Love, est publié sur iTunes le 13 juillet 2010, et joué à la radio le 20 juillet 2010. De par son succès, la chanson débute à la dix-neuvième place du Billboard Hot 100.
Usher connaît un succès mondial avec son single DJ Got Us Fallin' in Love en collaboration avec le rappeur cubano-américain Pitbull. Il apparaît aux 2010 MTV VMA du 12 septembre 2010. Il joue ensuite aux American Music Awards du 21 novembre 2010, et remporte les prix dans les catégories « artiste soul/RnB » et « album soul/RnB préféré » pour l'album Raymond v. Raymond. Selon Rap-Up.com, Usher prévoit un nouvel album et compte collaborer avec Rico Love. Dans une interview avec stylelist, Usher explique travailler sur un nouveau style musical qu'il appelle revolutionary pop,. Usher fait également une apparition surprise au Super Bowl XLV pour chanter OMG aux côtés du chanteur des The Black Eyed Peas will.i.am.

### Looking 4 Myself,The Voice, etUR(depuis 2012)
En novembre 2011, Usher révèle un nouvel album ainsi qu'un nouveau style musical qu'il appelle revolutionary pop. Son septième album studio Looking 4 Myself est publié le 8 juin 2012, et est bien accueilli à l'international,. Le single principal de l'album s'intitule Climax, diffusé à la radio le 21 février 2012, et publié en téléchargement payant le 22 février 2012. Il est joué à la radio américaine en mars 2012,. Le second single extrait de l'album est intitulé Scream, et le troisième Lemme See avec Rick Ross. Scream est joué en avant-première le 26 avril 2012, et Lemme See le 8 mai 2012.
Le 19 mars 2013, Usher annonce son huitième studio, UR. Dans une entrevue avec The Fader, il décrit l'album comme « tout ce qu'on peut imaginer ». Bellinger compare la musique de l'album à Confessions d'Usher (2004), expliquant que « c'est plus RnB, plus urban » que Looking 4 Myself d'Usher.
En 2014, il sort le single Good Kisser.

### De 2018 à aujourd’hui:Aet projets
Le 12 octobre 2018, Usher a sorti son neuvième album studio, intitulé simplement A. La tracklist officielle contient huit chansons avec des fonctionnalités de Future et Gunna. L’album a été entièrement produit par Zaytoven, qui a précédemment collaboré à l’album Raymond vs. Raymond d’Usher comme coproducteur pour le single Papers.

Du 9 au 17 novembre 2018, Usher a été la vedette de la série de concerts RNB Fridays Live. Le 14 novembre 2018, Billboard a signalé que Usher a signé un accord de gestion mondiale avec Luke Mitzman et 100 Management. Il est également indiqué qu’il travaille sur un album de suivi qui sortira en 2019. Le 2 décembre 2018, Usher s’est produit au Global Citizen Festival : Mandela 100 à Johannesbourg, en Afrique du Sud, pour célébrer l’héritage de Nelson Mandela. Usher et DJ Black Coffee ont joué un mash-up mettant en vedette la South African Indigenous Dance Academy (IDA).

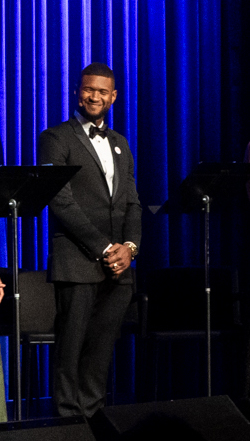
Usher au Kennedy Center en 2019

Usher a fait une apparition dans le film Queens, qui a été publié le 13 septembre 2019, et met en vedette Jennifer Lopez, Constance Wu, Keke Palmer, Cardi B, et Lili Reinhart. En septembre 2019, la réalisatrice Lorene Scafaria a dit au magazine Vulture que son camée avait été écrite dans le scénario en 2016, avant que le film ne soit mis au point. Usher est en vedette sur la bande originale du film, avec son single Love in This Club.
Le 27 mars 2019, Usher a affiché une photo de lui dans le studio à côté d’un tableau blanc avec les mots « Confessions 2 » et une liste floue. Le lendemain, le producteur Jermaine Dupri, qui a produit l’original Confessions est allé en direct sur Instagram et a vu de nouvelles musiques.
Le 15 juin 2019, Usher et Erykah Badu ont fait la manchette du deuxième Smoking Grooves Festival annuel au Queen Mary Events Park à Long Beach, en Californie.
Le 6 septembre 2019, il a été annoncé Usher est de retour pour la dix-septième saison de The Voice sur la chaîne NBC. Il se joindra à l’équipe de John Legend comme conseiller au combat de cette saison.
Le 10 septembre 2019, DJ Black Coffee sort son single "Lalala" avec Usher de son prochain album. Usher est apparu sur le premier album de Summer Walker, « Over It », qui est sorti le 4 octobre 2019. Voici des extraits de « Come Thru » You Make Me Wanna... Son tube de son album de deuxième année, My Way. Time, Entertainment Weekly et Paper, l’a nommé l’une des meilleures chansons de la semaine.
Le 13 décembre 2019, Usher a sorti le premier single Don't Waste My Time en featuring avec l'autrice-compositrice-interprète britannique Ella Mai pour son neuvième album studio. Il a été coproduit par les collaborateurs de longue date Bryan-Michael Cox et Jermaine Dupri.
Il annonce sa participation à la mi-temps du Super Bowl le 11 février 2024, qui coïncide avec la sortie de son album Coming Home, lors de son interview avec Zane Lowe à Paris pour la plateforme Apple Music, partenaire de l'évènement.

### Vie privée

#### Vie sentimentale et paternité
En 2002, Usher est en couple avec l'actrice et productrice Melinda Santiago. 
En 2004, il fréquente le mannequin Naomi Campbell. 
Durant l'année 2005, il s'affiche en couple avec le modèle Eishia Brightwell. 
Il flirte avec la playmate Pamela Anderson en 2006. 
Il épouse Tameka Foster en 2007 qu'il fréquentait depuis un an. Le couple choisit de divorcer en 2009,. De leur union naîtra Usher Raymond V en 2007 et Naviyd Ely Raymond en 2008. Usher assure aussi la paternité de Kile Glover né d'une précédente union de Tameka. Cependant, ce dernier est victime d'un traumatisme crânien survenu des suites d'un accident au cours d'une activité jet-ski durant le mois de juillet 2012. Il décéda le 21 juillet 2012 après avoir été déclaré en état de mort cérébrale.
En 2016, il épouse la styliste Grace Miguel mais divorce deux ans plus tard après la révélation des affaires de mœurs qui entourent la vie du chanteur.
Le 11 février 2024, il épouse sa petite amie de longue date, Jennifer Goicoechea, à Las Vegas, après son concert au Super Bowl. Le couple a échangé ses vœux au Terrace Gazebo de Vegas Weddings, une chapelle de mariage en plein air pouvant accueillir 30 invités. La mère d'Usher, Jonetta Patton, était le témoin du couple, selon l'acte de mariage. Usher et sa compagne ont accueilli leur premier enfant ensemble, une fille prénommée Sovereign Bo née en 2020, puis un fils Sire Castrello né en 2021.

## Affaires judiciaires

### Scandales sexuels
Usher a fait l'objet de plaintes dans des affaires de scandales sexuels. En effet, le chanteur serait atteint de l'herpes génital et aurait transmis sciemment l'infection auprès de conquêtes féminines lors de rapports sexuels non protégés. Usher serait conscient de sa maladie depuis 2010 mais n'aurait pas avisé ses partenaires avant d'avoir des rapports avec ces dernières. Une jeune fan dénommée Quantasia Sharpton s'est révélée publiquement en 2017, lors d'une conférence de presse à charge contre le chanteur. Elle affirme avoir été testée négative à l'herpès mais décide d'intenter une action en justice contre Usher en compensation de la « détresse émotionnelle » vécue en raison de la négligence du chanteur. Une autre femme nommée Laura Helm suit  la même démarche dans les semaines qui suivent l'annonce publique.
Usher avait dû faire face à une plainte dans le passé pour les mêmes faits et il s'était résigné à verser à une jeune femme nommée Maya Fox-Davis des dommages et intérêts à hauteur d'un million de dollars. La jeune femme avait été testée positive à l’herpès.

## Discographie

### Albums studio
- 1994 : Usher
- 1997 : My Way
- 2001 : 8701
- 2004 : Confessions
- 2008 : Here I Stand
- 2010 : Raymond v. Raymond
- 2012 : Looking 4 Myself
- 2016 : Hard II Love
- 2018 : A
- 2024 : Coming Home

### DVD
- 2002 : Evolution 8701: Live in Concert (concert)
- 2004 : Unauthorized (documentaire)
- 2005 : Truth Tour Behind the Truth: Live from Atlanta (concert)
- 2006 : Rhythm City Volume One: Caught Up (court-métrage)
- 2011 : OMG Tour: Live from London (concert)

## Filmographie

### Cinéma
- 1998 : The Faculty : Gabe Santora
- 1999 : Elle est trop bien (She's All That) : Campus DJ
- 1999 : Light It Up : Lester Dewitt
- 2001 : Texas rangers, la revanche des justiciers (Texas Rangers) : Randolph Douglas Scipio
- 2005 : In the Mix : Darrell
- 2010 : Kiss and Kill : Kevin, le manager du magasin
- 2011 : Justin Bieber: Never Say Never : lui-même
- 2013 : Scary Movie 5 : le concierge
- 2014 : Muppets Most Wanted : lui-même
- 2016 : Popstar: Never Stop Never Stopping d'Akiva Schaffer et Jorma Taccone : lui-même
- 2016 : Hands of Stone de Jonathan Jakubowicz : Sugar Ray Leonard
- 2018 : Burden d'Andrew Heckler :
- 2019 : Queens (Hustlers) de Lorene Scafaria : lui-même

### Télévision
- 1993 :

Beverly Hills, 90210 : rôle de Jon Clair dans le couloir du match de basket juste avant que Steve Sanders ne mette un panier pour gagner 10000$ 
- 1997-1999 : Moesha : Jeremy, le petit ami de Moesha (4 épisodes)
- 1998 : Amour, Gloire et Beauté (The Bold and the Beautiful) : Raymond (#1) (1998) (9 épisodes)
- 2000 : Geppetto (en) : Ring Leader (téléfilm)
- 2002 : Sept à la maison : l'animateur de radio (saison 7, épisode 10)
- 2002 : Sabrina, l'apprentie sorcière (Sabrina, the Teenage Witch) : Dr Love
- 2002 : La Treizième Dimension (Twilight Zone) : Eric Boggs (saison 1, épisode 15)